# Pater Davids bosuil
Pater Davids bosuil (Strix uralensis davidi) is een lid van de familie van de 'echte' uilen (Strigidae). Deze uil werd in 1875 door  Richard Bowdler Sharpe als aparte soort als Syrnium davidi beschreven. De vogel is vernoemd naar de Franse missiepater Armand David. Volgens onderzoek gepubliceerd in 2004 en 2014 is dit taxon te beschouwen als een ondersoort van de oeraluil.

## Verspreiding en leefgebied
Deze soort komt voor in de bergen van Midden-China (Qinghai en Sichuan).